# IKA Torino

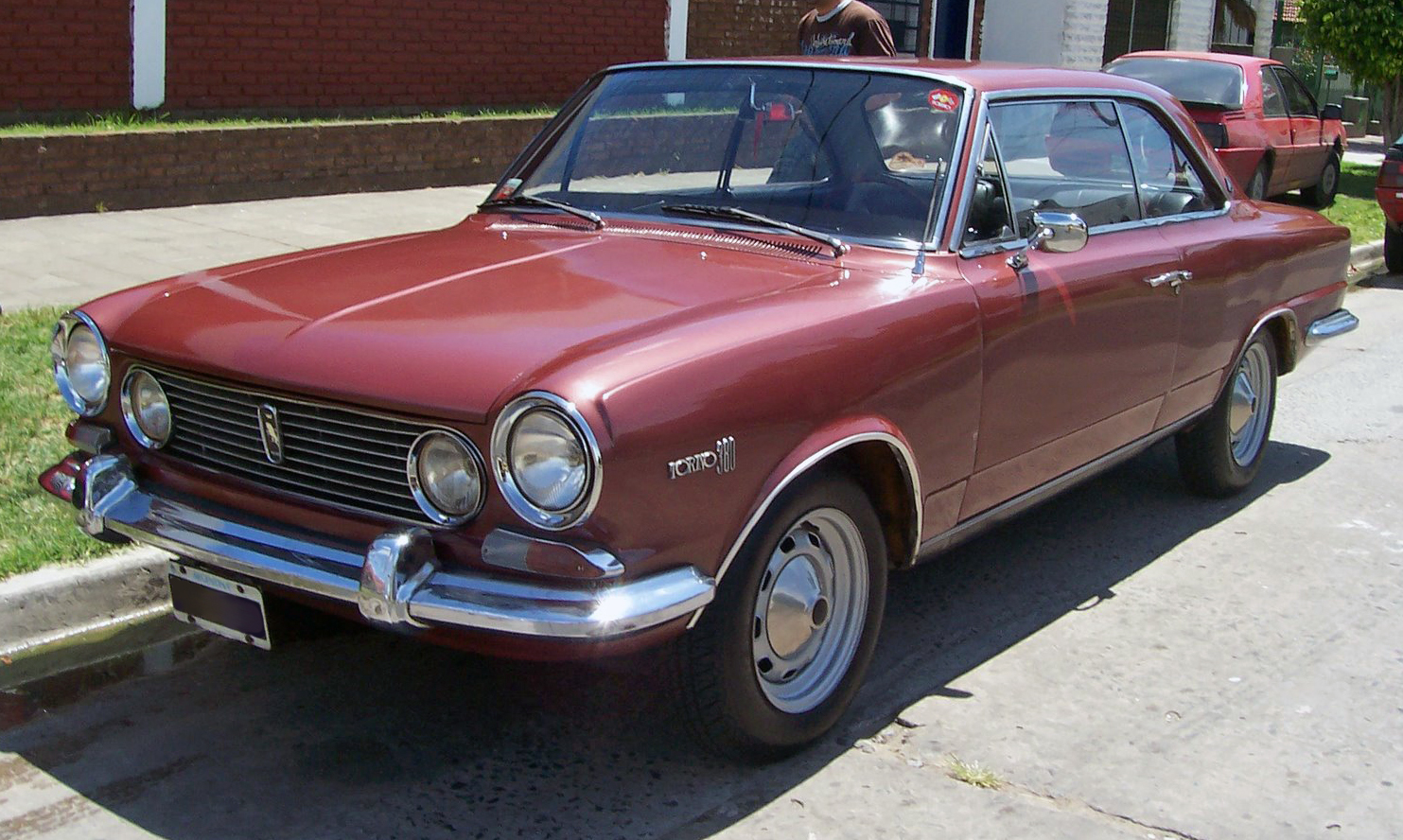
IKA Torino Coupé.

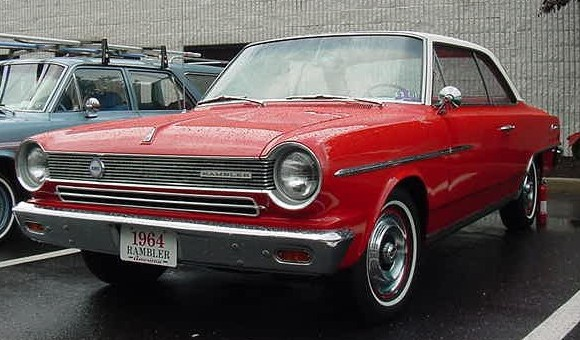
Ika Rambler de 1964.

L'IKA Torino est une automobile produite par le constructeur argentin IKA - Industrias Kaiser Argentina de 1966 à 1975, puis par Renault Argentina de 1975 à 1981. Cette automobile est le fruit d'une association entre le maître carrossier italien Pininfarina et le constructeur argentin IKA qui produisait dans son usine de Córdoba le modèle IKA Rambler sous licence américaine mais qui, voyant les ventes du modèle chuter en raison de l'évolution du goût des automobilistes argentins lassés du style américain, voulut le relancer en lui donnant un style européen.

## Histoire
En 1965, la société Industrias Kaiser Argentina (IKA) veut relancer le modèle Rambler, construit sous licence de l'Américain AMC. Elle confie au maître du design italien le soin de concevoir une nouvelle voiture tout en conservant la même base : plateforme et mécanique. Le projet Torino se transforme en un nouveau modèle qui est présenté officiellement lors d'un événement qui s'est déroulé du 28 au 30 novembre à l'autodrome de Buenos Aires en trois versions: une berline quatre portes très traditionnelle, un coupé à un carburateur (Torino 380 ) et un coupé à trois carburateurs double corps (Torino 380W).
La suspension arrière reprend celle de l'ancienne IKA Kaiser Bergantin de 1960 et qui n'était autre que l'ancienne Alfa Romeo 1900 née en 1950. Le châssis de la Rambler américaine a été renforcé et rigidifié afin de mieux adapter le comportement de la voiture aux routes argentines. L'empattement de la Torino était plus long de 2,5 cm que l'original américain. Les différents moteurs montés sur les versions de la Torino ne sont pas d'origine AMC mais Jeep, un moteur six-cylindres en ligne de 3 770 cm3, avec arbre à cames en tête (OHC) appelé « Tornado » conçu par Kaiser Motors en 1961 pour les modèles Jeep Wagoneer, Gladiator et Willys-Overland. Ce moteur, produit en Argentine sous licence, est alimenté par des carburateurs Holley sauf la version sportive 380 W qui bénéficiait de trois carburateurs Weber série DECO 17.

## Les différents modèles IKA Torino
- Torino 300 / 300 S : berline 4-portes (1966-1970) avec un moteur six-cylindres Tornado Interceptor 181 de 2 965 cm3 développant 122 ch à 4 700 tr/min et offrant un couple de 21,0 mdaN à 2 000 tr/min.

- Torino 380 Sedan / Torino L : berline 4-portes (1969-1970) avec un moteur six-cylindres Tornado Interceptor 230 de 3 770 cm3 développant 160 ch à 4 200 tr/min et offrant un couple de 30,0 mdaN à 2 500 tr/min.

- Torino S Sedan : berline 4-portes (1970-1973) avec un moteur six-cylindres Tornado Interceptor 181 de 2 965 cm3 développant 117 ch à 4 200 tr/min et offrant un couple de 21,0 mdaN à 2 500 tr/min.

- Torino TS Sedan / Flotillero : berline 4-portes (1970-1974) avec un moteur six-cylindres Tornado Interceptor 230 de 3 770 cm3 développant 160 ch à 4 200 tr/min et offrant un couple de 30,0 mdaN à 2 500 tr/min.

- Torino SE / Grand Routier : berline 4-portes (1974-1981) avec un moteur six-cylindres Torino 233 de 3 770 cm3 développant 108 ch à 4 300 tr/min et offrant un couple de 30,0 mdaN à 2 000 tr/min.

- Torino 380 Coupé : coupé 2-portes (1966-1970) avec un moteur six-cylindres Tornado Interceptor 230 de 3 770 cm3 développant 160 ch à 4 200 tr/min et offrant un couple de 30,0 mdaN à 2 000 tr/min.

- Torino 380 W Coupé : coupé 2-portes (1966-1970) avec un moteur six-cylindres Tornado Interceptor 230 de 3 770 cm3 développant 176 ch à 4 500 tr/min et offrant un couple de 36,0 mdaN à 2 800 tr/min.

- Torino Coupé GS 200 : coupé 2-portes (1970-1973) avec un moteur six-cylindres Tornado Interceptor 230 de 3 770 cm3 développant 185 ch à 4 300 tr/min et offrant un couple de 33,0 mdaN à 3 500 tr/min.

- Torino Coupé GS : coupé 2-portes (1973-1976) avec un moteur six-cylindres Torino 233 de 3 770 cm3 développant 215 ch à 4 700 tr/min et offrant un couple de 34,0 mdaN à 3 500 tr/min.

- Torino Coupé TS : coupé 2-portes (1970-1973) avec un moteur six-cylindres Tornado Interceptor 230 de 3 770 cm3 développant 160 ch à 4 200 tr/min et offrant un couple de 30,0 mdaN à 2 500 tr/min.

- Torino Coupé TS : coupé 2-portes (1974-1975) avec un moteur six-cylindres Torino 233 de 3 770 cm3 développant 178 ch à 4 300 tr/min et offrant un couple de 31,0 mdaN à 2 500 tr/min.

- Torino Coupé TSX : coupé 2-portes (1976-1979) avec un moteur six-cylindres Torino 233 de 3 770 cm3 développant 200 ch à 4 300 tr/min et offrant un couple de 33,0 mdaN à 3 000 tr/min.

- Torino Coupé ZX : coupé 2-portes (1979-1981) avec un moteur six-cylindres Torino 233 de 3 770 cm3 développant 200 ch à 4 300 tr/min et offrant un couple de 33,0 mdaN à 3 000 tr/min.

## L'accueil argentin
La berline Torino était la principale concurrente de la Ford Falcon mais offrait plus d'équipements et un bien meilleur confort. La version coupé devenait concurrente de la Fiat 1500 Coupé présentée en début d'année 1966. Toutes deux se démarquaient des modèles présents sur le marché qui étaient des versions plus ou moins sportive comme la Chevrolet (Super Sport), les Falcon (Futura) ou Valiant (GT et autres) ou les Mercedes Benz importées.
Cependant, malgré l'enthousiasme provoqué par les succès en course en Argentine, ne font pas décoller les ventes. Les automobilistes sportifs argentins préférant la Fiat et la Falcon. Au cours des trois premières années de production, les ventes n'ont jamais franchi la barrière des 15 000 exemplaires. Le lancement parfaitement réussi était devenu un quasi-échec commercial. Ce sera en dehors des frontières que la voiture va prendre son véritable essor. Il faudra attendre le mois d'août 1969 où trois Torino sont inscrites aux 84 Heures du Nürburgring en Allemagne. Une des Torino remporte la course avec deux tours d'avance sur le deuxième. Les ventes augmentent rapidement. Le constructeur IKA Renault lance cinq nouveaux modèles : deux versions économiques avec carburateur simple corps et un moteur de 3 litres (berline L) ou 3,8 litres (berline S), deux versions avec double carburateur (TS coupé et berline TS) et la version avec trois carburateurs Weber baptisée « GS ».
Entre 1970 et 1976, la Torino est la voiture « haut de gamme » la plus vendue en Argentine. Elle a même acquis une notoriété internationale avec des exemplaires offerts, l'un à Fidel Castro et l'autre à Leonid Brezhnev. Un modèle Coupé a été acheté par le dirigeant libyen Mouammar Kadhafi. Des commandes arrivent même de plusieurs pays limitrophes comme le Brésil, Chili, Paraguay et Uruguay.
En 1973, le constructeur apporte une modification des plus importantes au moteur en remplaçant le vilebrequin reposant sur quatre paliers par un vilebrequin sur sept paliers ce qui lui fera renommer le moteur « Torino ». Cette même année, l'Américain AMC vend sa participation à la Régie Renault qui devient l'actionnaire majoritaire. En 1975, IKA Renault est dissoute et une nouvelle société est créée, Renault Argentine S.A. À partir de 1976, la Renault Torino reste le seul modèle « non-Renault » fabriqué par la filiale de la société française. La Renault 12, lancée en 1971, ne peut vraiment pas remplacer la Torino. La Torino restera le dernier modèle haut de gamme du constructeur.
Mais il faudra attendre la crise pétrolière pour voir la chute des ventes. En effet, la Torino et ses moteurs six-cylindres consommait rien moins que douze litres aux 100 km à seulement 80 km/h. Dix ans après son lancement, la Torino commence à ressentir le poids des ans et son obsolescence mécanique. Sa conception technique est dépassée par rapport aux modèles présents sur le marché argentin. En 1979, Renault tente de lancer la dernière version mais la voiture n'a plus le « charme » de son origine. Pour Renault, les trois dernières années ont été mises à profit pour travailler sur le projet R-18. Signalons que la Torino a arboré le Losange Renault en fin de carrière.
En 1981, le dernier exemplaire de la Torino quitte la chaîne de montage de l'usine Santa Isabel. Un peu moins de 100 000 véhicules auront été produits durant cette période. La fin d'une époque dans l'histoire automobile du pays avait pris fin, la Torino est restée dans la mémoire argentine comme la seule voiture conçue et produite entièrement dans le pays.

## Le projet de remplacement: Renault Torino II/ Renault 40
Au début des années 1970, Renault étudie un remplacement de la Torino pour l’Argentine et pour l’Europe,,,,, où il aurait pris l’appellation Renault 40. La plateforme d’origine Rambler et le moteur six-cylindres 3.8 sont conservés. Dû à Robert Broyer, le style de cette routière évoque une grosse Renault 14 tricorps. Deux faces avant sont conçues, une aux phares verticaux et une évocatrice de la même R14. Le développement d'un coupé, plus exactement d'une deux-portes, est aussi poursuivi.
Le projet est stoppé en 1974 dans un contexte de crise pétrolière, au profit d’une prolongation de la carrière argentine de la Torino. Pour l’anecdote, le décès d’Yvon Lavaud, président de la filiale IKA-Renault dans le crash du vol Varig 820 près d’Orly, a pu intervenir dans cette décision.